# Ivan Horbacevskîi
Ivan Iakovîci Horbacevskîi (în ucraineană Іван Якович Горбачевський; n. 15 mai 1854, Zarubînți, Raionul Zbaraj, Regiunea Ternopil, Ucraina – d. 24 mai 1942, New Town⁠(d), Protectoratul Boemiei și Moraviei, Cehia) cunoscut și sub numele Jan Horbaczewski, Johann Horbaczewski sau Ivan Horbaczewski, a fost un chimist și politician austriac de origine ucraineană.
În perioada 1872-1878 a studiat medicina la Universitatea din Viena, Austria. În 1883 și 1884, a fost numit profesor la Universitatea Carolină din Praga de către împăratul Franz Joseph. A fost rectorul universității respective pentru o perioadă.
Este cunoscut în special pentru contribuțiile sale în chimie organică și biochimie. El a fost primul savant care a sintetizat acidul uric din glicină în 1882. A observat, de asemenea, că aminoacizii sunt structuri care formează proteine.
Horbacevskîi a lucrat în Austria, Cehoslovacia, Ungaria și Ucraina. În toiul pandemiei de gripă spaniolă, la 30 iulie 1918 consilierul imperial Ivan Horbacevskîi a fost numit prin decret imperial ministrul sănătății al Imperiului Austro-Ungar, devenind primul ministru al sănătății din lume.
A fost decorat în 1898 cu Ordinul Coroanei de Fier⁠(d). Universitatea de Medicină din Ternopil și școala din satul natal sunt numite în cinstea savantului.